# RPP
Radio Programas del Perú, más conocida por sus siglas RPP, es una cadena de radio peruana cuya programación se compone de noticias, deportes, salud y espacios de temática variada. Es propiedad del Grupo RPP. Es la emisora comercial con mayor cobertura en el Perú y una de las más importantes y sintonizadas a nivel nacional.
Su emisora principal es OCZ-4V, la cual transmite en la frecuencia 89.7 MHz de la banda FM del área metropolitana de Lima. Distribuye su programación a nivel nacional por satélite. Además, algunas de sus emisoras regionales poseen programación propia compuesta por contenido de producción local en determinados horarios.

## Historia

### Inicios
Fundada por Manuel Delgado Parker y Johnny Lindley Taboada, Radio Programas del Perú inició oficialmente sus emisiones el 7 de octubre de 1963 en Lima y poseía emisoras locales afiliadas en Tumbes, Piura, Chiclayo, Chimbote, Barranca, Ica, Arequipa, Cuzco, Iquitos, Pucallpa y Huancayo. Su programación inicial era grabada en cintas magnéticas de varias copias, las cuales eran enviadas al resto de emisoras afiliadas en el interior del país para ser reproducidas a la misma hora en simultáneo, desde las 10:00 a. m. hasta las 7:00 p.m.
La grilla de Radio Programas del Perú estaba conformada por radioteatros nacionales y extranjeros, además de programas de entretenimiento y concursos. Al poco tiempo, la cadena empezó a producir sus propias radionovelas originales, las cuales se volvieron muy populares en el interior del país.
A principios de la década de 1970, la emisora aumentó el número de sus estaciones afiliadas y, para 1973, se convierte en una de las cadenas con mayor audiencia al nivel nacional. Años después, se alió con la empresa pública Entel para ampliar la distribución de su señal mediante conexión microondas.

### Cambio de formato
En 1979, comienza a emitirse en la estación de Lima el noticiero La rotativa del aire, a pesar de las limitaciones de la época para emitirse en simultáneo fuera de la capital. Para entonces, la programación aún estaba basada en radionovelas, pero sus emisoras afiliadas empezaron a emitir programación en vivo desde la estación principal mediante microondas por algunas horas. Un mes después, la primera hora de la edición nocturna de La rotativa del aire comenzó a ser trasmitida al resto de las emisoras afiliadas en vivo a partir de las 7:00 p.m. y reemitida al día siguiente de 7:00 a.m. a 8:00 p.m.
De esta manera, el enfoque de Radio Programas del Perú se centró en ser una emisora de noticias que, para el comienzo de 1980, ya contaba con un plantel periodístico en todas las regiones del país. Con el paso de esos años la emisora se renombra como Radio Programas y se consolida como una cadena de radio de corte informativo, con participación del público por medio de llamadas telefónicas y con la mayor cobertura del país vía microondas de forma ininterrumpida.
En 1987 fue lanzada su señal por frecuencia modulada en los 89.7 MHz de Lima. En 1989 la emisora comenzó sus transmisiones vía satélite, lo que mejoró sustancialmente la calidad de la conexión en vivo de todas las estaciones afiliadas de la emisora a nivel nacional y posibilitó la posterior migración de estas de la AM a la FM. Además, aumentó su número de periodistas y corresponsales y se separó de Panamericana Televisión.
A fines de 1996, Radio Programas del Perú lanzó un bloque de programación de televisión dentro de Cable Mágico Noticias (canal 6 de la operadora de pago Cable Mágico) desde las 5:00 a.m. hasta las 10:00 a.m. El segmento consistía en la transmisión para televisión de diferentes programas informativos de la cadena radial como La rotativa del aire, Ampliación de noticias y Enfoque de los sábados y de los domingos con cámara en vivo desde la cabina de RPP, en las oficinas centrales de la emisora. Este bloque continuó a pesar de que Cable Mágico Noticias cambió de nombre a Antena Informativa el 8 de febrero de 2001, e incluso cuando se cambió la temática de este último canal y se convirtió en Plus TV en noviembre de 2004.
La emisora lanzó su propio sitio web, el 20 de noviembre de 1996 por iniciativa de Frida Delgado Nachtigall. En 1997, Radio Programas del Perú es relanzada como RPP Noticias, y el 10 de junio del mismo año, inició emisiones en línea en su página web usando Real Audio.

### Década de 2000 en adelante
En el año 2000, el sitio web se relanzó como un portal multimedia, formato que mantiene hasta la fecha, y consolida su audiencia, siendo la cadena de radio más escuchada del país y líder en el rubro de noticias. Según la encuestadora Datum Internacional, el 40% de personas entrevistadas consideraba que RPP era la mejor radiodifusora de 1999. Las cadenas de radio que ejercían competencia directa con RPP en la primera década de 2000 empezaron a desaparecer debido a bajas audiencias o poca solvencia económica, siendo la primera la estación 1160 Radio Noticias, la cual se convirtió en la emisora musical Onda Cero. Luego CPN Radio, la principal competencia de RPP en la primera década de 2000, desapareció en julio de 2011 tras 15 años en emisión y su frecuencia (90.5 FM de Lima) fue adquirida meses después por el Grupo RPP para convertirse en Radio La Zona. En 2011 aparecería la cadena Radio Exitosa, que con el paso de los años se convertiría desde entonces en la competencia directa de RPP (como emisora de radio y como multiplataforma informativa).

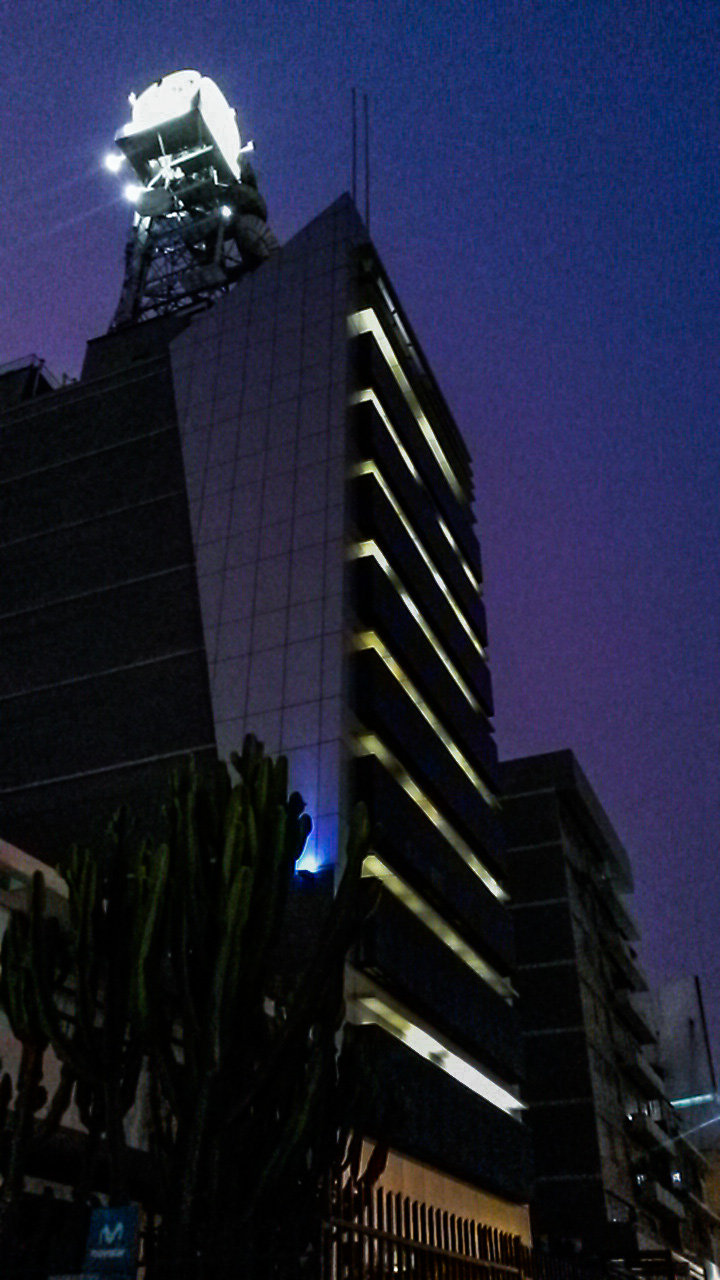
RPP Noticias se encuentra en el edificio del Grupo RPP ubicado en el distrito limeño de San Isidro.

En 2001 se realizó la campaña Tierra adentro para la producción de programación fuera de la capital. Se realizaron transmisiones desde Cuzco y Huánuco. En 2003, se inauguró la nueva sede del Grupo RPP, en un edificio ubicado en la avenida Paseo de la República en el distrito de San Isidro, reemplazando a la sede que estaba ubicada en la Avenida Alejandro Tirado ubicado en Santa Beatriz, Cercado de Lima. Desde ese momento, esta ubicación alberga la unidad de redacción y los estudios de la emisora (tanto para producciones de radio como televisión) y también la gestión de sus estaciones de radio hermanas.
El programa Era tabú, conducido por el médico Fernando Maestre, fue uno de los más longevos de la cadena, con 20 años de emisión. Abarcó temas relacionados con la psicología y sexualidad por medio de consultas del público.  Obtuvo el reconocimiento de la Asociación Nacional de Anunciantes en 2004, y de la institución INPPARES en 2006.
En 2007 se estrena el bloque Mi novela favorita, adaptaciones radiofónicas de obras literarias. Considerado como ejemplo de cultura, junto a otros similares como Cuidado con lo que dice, el programa fue instaurado por el Ministerio de Educación en su por resolución ministerial 0461-2007-ED.
En septiembre de 2010, el Grupo RPP, dueña de la marca RPP TV, anuncia sus intenciones de lanzar un canal exclusivo de noticias las 24 horas a través de Cable Mágico. Por lo tanto, el bloque en Plus TV es descontinuado el 25 de enero de 2011, y en el dial 10 de la cableoperadora es lanzada una señal con un indicador de cuenta regresiva para el comienzo de transmisiones oficiales del canal. Finalmente, el canal es lanzado el 31 de enero del mismo año a las 5:00 a. m. La cadena de radio transmite en simultáneo con RPP TV las ediciones mañana, tarde y fin de semana, mañana de La Rotativa del aire, las ediciones de sábado y domingo de Ampliación de noticias y los programas Encendidos, Enfoque de los sábados, Familia punto com, Cuidando tu salud, Diálogo de fe, domingo es fiesta y Siempre en casa, además de transmitir en multiplataforma cuando se produce un hecho importante como elecciones, crisis políticas y otros. En octubre de 2010, se estrenó su plataforma de periodismo ciudadano Reportero W.
En noviembre de 2011, la Sociedad Española de Radiodifusión (SER) otorgó a RPP el Premio Ondas Iberoamericano 2011 como la mejor radioemisora de la región en la 58.ª edición de los Premios Ondas en España.
En 2015, se renovó el sitio web de RPP a un portal con un diseño más moderno, más ágil y adaptable con tabletas y teléfonos inteligentes. Su dirección fue acortada a rpp.pe. Posteriormente se inauguró la división RPP Data para el análisis de información que permaneció por dos años.
El 24 de octubre de 2017, Radio Programas del Perú lanzó su propia plataforma streaming, RPP Player, con la programación previamente emitida por la emisora estando disponible bajo demanda. En un inicio, se encontraba disponible al nivel nacional para su transmisión en vivo solamente la señal de la emisora para Lima. No obstante, de forma progresiva, se fueron añadiendo las señales de las filiales de la cadena en otras ciudades del país como Arequipa, Trujillo y Cusco, entre otros. Con el paso del tiempo, RPP comenzó a agregar programación exclusiva para RPP Player como podcasts sobre tecnología, videojuegos, cultura, economía y otros temas.
El 5 de noviembre de 2018, RPP renovó el paquete musical en sus anuncios: cambió las cuñas de la cadena y de sus programas. Los nuevos sonidos mezclan ritmos electrónicos con instrumentos musicales característicos del Perú como la quena, el charango o la zampoña. El objetivo del cambio fue por un intento de la cadena para enfocarse en un público más joven y rejuvenecer la marca (generalmente relacionada con los adultos a partir de 30 años a más) y consolidar su liderazgo como la radio más escuchada del país. Además colaboró brevemente con Ojo Público para la verificación de sucesos que se extendería en Ampliación de noticias.
En 2018, en el estudio de Imagen corporativa en la Opinión Pública por Ipsos Perú, es el medio de comunicación de mayor preferencia en el país. Según CPI, en 2020, es la emisora más escuchada del país. Cuenta con 6.26 millones de escuchas a la semana.
Según CPI, en 2020, cuenta con 3.89 millones de escuchas a la semana.
El 7 de octubre de 2023, RPP cumplió 60 años al aire ininterrumpidos, celebrandolo en un evento con todos sus trabajadores y con un juego de luces en la torre de transmisión del Grupo RPP en San Isidro. 

## Producciones de ficción notables
Históricamente RPP, cuando se enfocó en el entretenimiento, produjo radioteatro. En que destacó la longeva y exitosa Doctora corazón, narrada por Isabel «Chaba» Reyes, y escrito por Gregorio Díaz.
En 2007 se lanzó su producción Mi novela favorita, que consistió en adaptar obras de literatura clásica con la ayuda de Mario Vargas Llosa, que tomó dos años en planificarse. Su primera adaptación fue El Quijote de la Mancha. Tuvo una mención especial en la categoría Medios interactivos, acorde al Premio a la Excelencia otorgado por la Asociación Nacional de Anunciantes.
En 2023 se lanzó el pódcast Alerta sismo, su primera ficción bajo ese formato.

## Críticas y controversias
RPP ha sido criticada por mantener una línea editorial con afinidad al gobierno de turno, sin considerar su ideología política. Esto, acorde con sus críticos, se hizo más notorio durante el gobierno de Alan García entre 1985 a 1990 y el régimen de Alberto Fujimori de 1990 al 2000; durante estos periodos, se vieron elementos que relacionaban a la radio con afinidades a aquellos gobiernos, a pesar de las marcadas diferencias ideológicas entre ambas gestiones. Estas acusaciones se agudizaron cuando Vladimiro Montesinos, ya prófugo, le otorgó una entrevista exclusiva al periodista de esta emisora, Jesús Miguel Calderón, el cual resultó ser casi un monólogo por parte del exasesor presidencial.
En mayo de 2001, Manuel Delgado Parker se vio involucrado en uno de los denominados vladivideos (grabado el 25 de agosto de 1999) pidiendo ayuda a Montesinos en el resultado de ciertos procesos judiciales. Delgado Parker fue denunciado y procesado por tráfico de influencias según lo conversado en este encuentro, quedando libre de condena.
En diciembre de 2022, Salatiel Marrufo (exasesor de Geiner Alvarado) declaró a la fiscalía que el periodista de RPP Mauricio Fernandini habría entregado a Marrufo un millón de soles por encargo de la empresaria Sada Goray como parte de una presunta coima para el presidente Pedro Castillo y para el exministro Geiner Alvarado. Tras haberse difundido la noticia, RPP suspendió al periodista.

## Frecuencias

### FM
- Abancay - 97.1 FM
- Acomayo - 102.5 FM
- Acobamba - 92.3 FM
- Aguaytia - 97.3 FM
- Andahuaylas - 103.3 FM
- Arequipa - 102.3 FM
- Arica - 89.5 FM
- Asia - 99.5 FM
- Ayacucho - 100.9 FM
- Ayaviri - 98.1 FM
- Bagua - 96.3 FM
- Bambamarca - 90.5 FM
- Barranca - 99.1 FM
- Bellavista - 96.3 FM
- Cajamarca - 100.7 FM
- Calca - 92.1 FM
- Camaná - 94.1 FM
- Cañete - 99.5 FM
- Caravelí - 103.9 FM
- Carabayllo - 89.7 FM
- Casma - 94.3 FM
- Celendín - 94.1 FM
- Cerro de Pasco - 101.5 FM
- Chachapoyas - 92.1 FM
- Chanchamayo - 102.5 FM
- Chaclacayo - 99.5 FM
- Chepén - 104.5 FM
- Chiclayo - 96.7 FM
- Chimbote - 95.5 FM
- Chincha - 99.9 FM
- Chinchero - 100.3 FM
- Chota - 103.1 FM
- Cieneguilla - 90.1 FM
- Comas - 89.7 FM / 106.7 FM
- Cusco - 93.3 FM
- Cutervo - 102.5 FM
- Echarati - 100.1 FM
- El Collao - 104.1 FM
- Huacho - 90.3 FM
- Huancavelica - 97.1 FM
- Huancayo - 97.3 FM
- Huanta - 95.1 FM
- Huánuco - 90.7 FM
- Huaral - 98.9 FM
- Huaraz - 94.9 FM
- Huari - 97.1 FM
- Huarmaca - 98.1 FM
- Huayllay - 100.5 FM
- Huarochirí - 106.7 FM
- Ica - 105.3 FM
- Ilave - 104.1 FM
- Ilo - 104.7 FM
- Iquitos - 98.9 FM
- Iquique - 89.5 FM
- Jaén - 90.9 FM
- Juliaca - 88.9 FM
- Junín - 92.5 FM
- La Merced - 102.5 FM
- La Oroya - 100.9 FM
- Lambayeque - 96.7 FM
- Lima // Callao - 89.7 FM
- Lircay - 98.3 FM
- Loreto - 98.9 FM
- Lurín - 89.7 FM
- Llata - 103.5 FM
- Majes - 105.7 FM
- Mollendo - 105.9 FM
- Monzón - 94.3 FM
- Moquegua - 90.1 FM
- Moyobamba - 96.3 FM
- Nazca - 98.3 FM
- Oxapampa - 94.5 FM
- Paita - 105.3 FM
- Pampacolca - 96.5 FM
- Pasco - 101.5 FM
- Pichari - 105.5 FM
- Pisco - 89.3 FM
- Piura - 103.3 FM
- Pucallpa - 104.1 FM
- Puerto Maldonado - 98.5 FM
- Puno - 107.1 FM
- Puquio - 98.7 FM
- San Isidro - 89.7 FM
- Quillabamba - 89.1 FM
- San Ignacio - 103.5 FM
- Satipo - 98.9 FM
- San Juan de Lurigancho - 89.7 FM
- San Juan de Miraflores - 89.7 FM
- Sechura - 103.3 FM
- Sicuani - 97.7 FM
- Sullana - 104.1 FM
- Tacna - 89.5 FM
- Tarapaca - 87.7 FM
- Talara - 93.3 FM
- Tarapoto - 103.1 FM
- Tarma - 103.3 FM
- Tingo Maria - 103.9 FM
- Tocache - 93.3 FM
- Torata - 94.3 FM (A través de Radio Torata)
- Trujillo - 90.9 FM
- Tumbes - 100.5 FM
- Trapiche - 105.9 FM
- Tarata - 89.3 FM
- Urubamba - 100.3 FM
- Yunguyo - 103.7 FM
- Yurimaguas - 90.9 FM
- Zorritos - 100.1 FM

### AM
- Abancay - 830 AM
- Aguaytia - 730 AM
- Arequipa - 1170 AM
- Arica - 1030 AM
- Barranca - 1100 AM
- Cajamarca - 1130 AM
- Chiclayo - 870 AM
- Chimbote - 950 AM
- Chulucanas - 920 AM
- Comas - 730 AM / 1130 AM
- Cusco - 1430 AM
- Huancayo - 1140 AM
- Ica - 710 AM
- Iquique - 1030 AM
- Juliaca - 810 AM
- Lima - 730 AM
- Piura - 920 AM
- Quillabamba - 920 AM
- Sechura - 920 AM
- Tacna - 1030 AM
- Tarapaca - 1030 AM
- Tingo Maria - 600 AM
- Trujillo - 790 AM
- Tumbes - 1290 AM
- Ventanilla - 730 AM

### Anteriores
- Bambamarca - 93.3 FM (reemplazada por Radio La Zona del Grupo RPP)
- Comas - 99.5 FM (anteriormente reemplazada por Radio La Zona del Grupo RPP) (Actualmente fue vendida por Radio Los Andes)
- Jaén - 105.5 FM / 680 AM
- Junín - 105.7 FM
- Lima - 930 AM (reemplazada por Radio Moderna) - 985 AM (reemplazada por Radio Estación X) - 560 AM  (reemplazada por Radio Oriente)
- Puno - 90.5 FM (reemplazada por Radio La Zona del Grupo RPP)
- Puno - 103.5 FM (reemplazada por Radio MegaMix del Grupo RPP)
- Sicuani - 103.3 FM
- Quillabamba - 88.3 FM